# Mandela Wee Wee
 (février 2019).
Si vous disposez d'ouvrages ou d'articles de référence ou si vous connaissez des sites web de qualité traitant du thème abordé ici, merci de compléter l'article en donnant les références utiles à sa vérifiabilité et en les liant à la section « Notes et références ».
Mandela Wee Wee, né en 1983 à Paramaribo, est un acteur néerlandais, d'origine surinamien.

## Biographie

### Enfance et formation
Il est né à Paramaribo,.

### Carrière
Il joue un rôle principal dans la série Mocro Maffia.
Il fait aussi du théâtre.

## Filmographie

### Cinéma et téléfilms
- 2009 : Jardins secrets : Wynand
- 2011 : Mijn opa de bankrover (nl) : Papa Bo
- 2011 : Vipers Nest (nl) : Wynand
- 2011 : VRijland (nl) : John
- 2012 : Doodslag (nl) : Frenk
- 2013 : Scooterdagen : Le frère ambulance
- 2015 : Overspel (nl) : Le photographe de police
- 2015 : Penoza (nl) : Stanley Witman
- 2016 : Project Orpheus : Pele Mugabe
- 2017 : De Terugkeer van de Wespendief : Vincent
- 2017 : Phoenix 38 : Gowon
- 2017 : Hollands Hoop (nl) : Jos Ying
- 2018 : Flikken Maastricht : Pieter de Koning
- 2018 : Aidan[Quoi ?] : Aidan
- 2018 : Retrospekt (en) : Pascal, le kinésithérapeute
- 2018 : Mocro Maffia : Romano Tevreden